# María Inés Guerra
 (juillet 2018).
Le contenu est difficilement compréhensible vu les erreurs de traduction, qui sont peut-être dues à l'utilisation d'un logiciel de traduction automatique.
María Inés Guerra (née à Guadalajara, Jalisco, le 1er juillet 1983), est une chanteuse et animatrice de télévision d'origine mexicaine.
Elle se fait connaître via l'émission de télé-réalité La Academia, au Mexique durant l'année 2002 (programme équivalent à l'American Idol aux États-Unis ou encore à The X Factor en Angleterre). Elle acquiert la célébrité après avoir effectué le casting, et reçoit la nouvelle de son acceptation dans le programme La Academia de la TV Azteca, alors qu'elle se trouve à Paris, en tournée avec la troupe de théâtre du collège Tecnológico de Monterrey. Au cours de l'émission de téléréalité, sa performance lors de chansons comme "Hijo de la Luna", "Soledad" et "Don't Cry for Me Argentina" reçoit des critiques favorables ; mais ensuite sa performance au concert obtient la note de quinze dixième de la concurrence.
Avec ses compagnons de “Première Génération” elle reçoit un disque de diamant, pour avoir vendu plus de 1 500 000 disques sortis au moment des concerts. À la suite de sa participation à La Academia, elle lance en 2003 "María Inés" son premier et unique album solo avec le label BMG Entertainment, et réussit à le vendre à environ 100 000 exemplaires, et la chanson « A través de tu recuerdo » est bien accueillie dans différentes régions du Mexique.

## Biographie
María Inés est la fille d'Oscar et Laura Guerra Nunez ; elle a un frère jumeau prénommé comme leur père. Cette naissance a été une surprise, puisque sa mère ne s'y attendait pas, les médecins affirmant qu'il y aurait un seul bébé pendant la grossesse, ne réalisant pas que Maria Iñes cachait son frère jumeau Oscar aux échographies et que les cœurs des jumeaux battaient à l'unisson
Déjà enfant, elle est attirée par une carrière dans le monde du divertissement, en particulier par les métiers d'actrice et de chanteuse. Elle joue dans plusieurs pièces de théâtre amateur au cours de ses études, parmi lesquelles se détachent "Grease" et "Cats". Elle fréquente le collège Tecnológico de Monterrey, (l'une des écoles les plus prestigieuses et les plus renommés au Mexique et en Amérique latine pour sa pédagogie), qu'elle abandonne pour entrer dans l'émission de téléréalité "La Academia". Cependant, en 2012, elle termine son cursus de développement humain avec les honneurs.

## Discographie

### Albums solo
- 2003 : María Inés

### Autres participations
- 2007 : L'inondation est à venir

### Singles
- 2003 : A través de tu recuerdo

## Sources
- (es) www.informador.com.mx
- (es) www.publimetro.com.mx
- (es) www.elsiglodetorreon.com.mx
- (es) www.terra.com.mx
- (es) www.quien.com
- (es) www.maspormas.com